# Bulovka

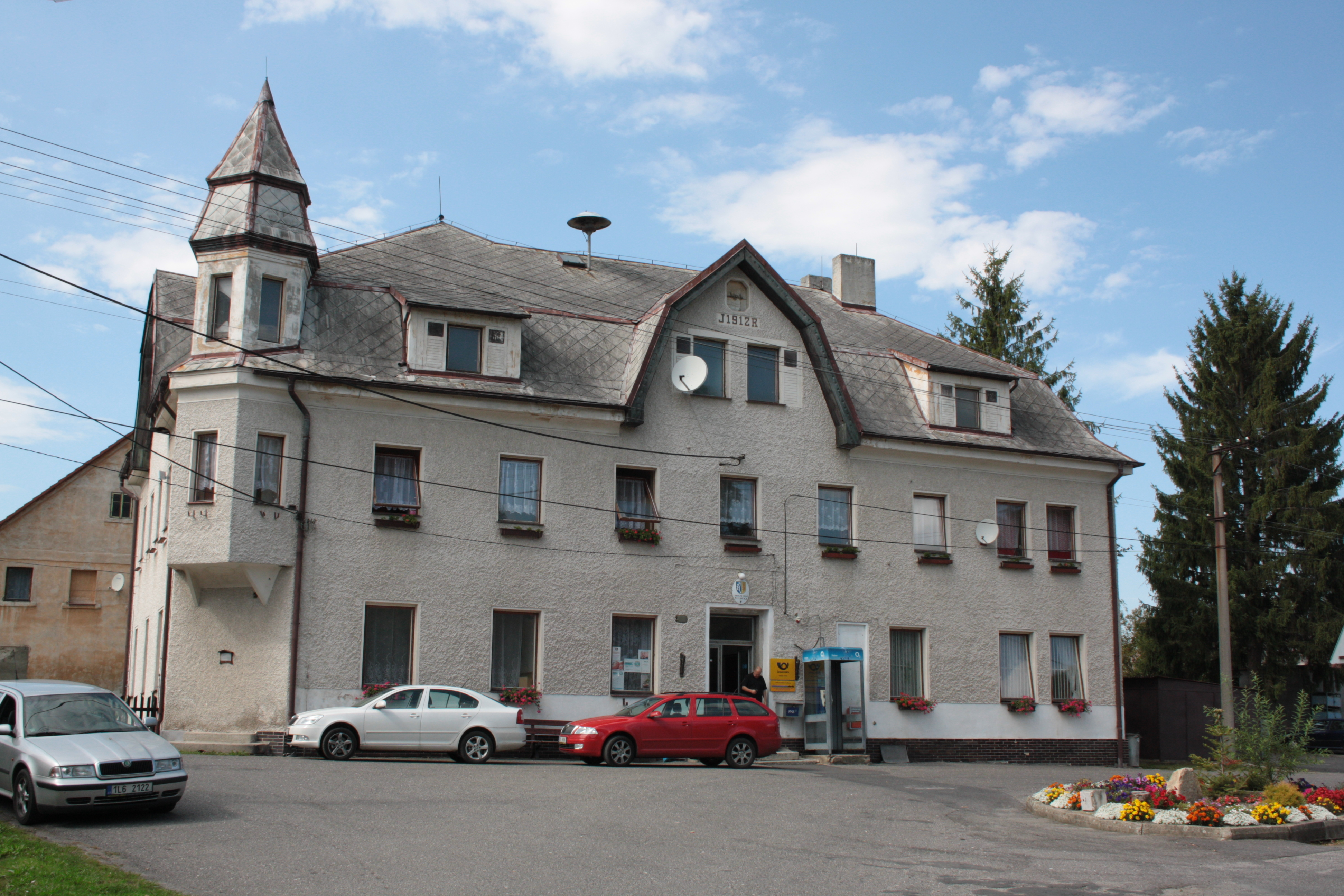
Gemeindeamt Bulovka

Bulovka (deutsch Bullendorf) ist eine Gemeinde im nordböhmischen Okres Liberec, Tschechien. Sie liegt sechs Kilometer nordöstlich von Frýdlant (Friedland) im Isergebirgsvorland. Das Dorf erstreckt sich entlang des Bulovský potok.

## Geschichte
Bullendorf bestand aus zwei Teilen; der erste war der Friedländer Herrschaft und der zweite der Grafensteiner Herrschaft unterstellt. In beiden Teilen, die später Ober- und Niederbullendorf hießen, existierten Lehnsgüter, die jedoch Anfang des 16. Jahrhunderts verfielen. Graf Gallas kaufte 1654 Niederbullendorf und 1675 Oberbullendorf. Auch nach dem Dreißigjährigen Krieg erlebte die vereinigte Gemeinde Bullendorf durch Auswanderungen und gestiegene Pflichten der Leibeigenschaft eine schwierige Zeit. Unter Andreas Stelzig beteiligten sich zwischen 1679 und 1687 Bullendorfer Einwohner an Aufständen.
Im Jahr 1790 befanden sich in der Gemeinde 131 Häuser. 1833 lebten in Bullendorf, wo sich schon eine Schule, ein Vorwerk und eine Mühle befanden, bereits 1.173 Einwohner. Die Gemeinde war stark landwirtschaftlich geprägt; in der ersten Hälfte des 19. Jahrhunderts entstand die Weberei. Der Ort gehörte ab der Mitte des 19. Jahrhunderts zum Gerichtsbezirk Friedland bzw. zum Bezirk Friedland.
Die größte Einwohnerzahl hatte Bullendorf um 1850, als in der Gemeinde mehr als 1.600 Menschen lebten; dann sank die Einwohnerzahl kontinuierlich. Im Jahr 1910 lebten nur noch 1.259 Menschen in Bullendorf.
Nach dem Münchner Abkommen wurde der Ort dem Deutschen Reich zugeschlagen und gehörte bis 1945 zum Landkreis Friedland.

### Einwohnerentwicklung
| Jahr      | 1833  | 1910  | 1930  | 1939  | 1947 | 2005 |
| --------- | ----- | ----- | ----- | ----- | ---- | ---- |
| Einwohner | 1 173 | 1 259 | 1 089 | 1 000 | 554  | 862  |

## Gemeindegliederung
Die Gemeinde Bulovka besteht aus den Ortsteilen Arnoltice (Arnsdorf), Bulovka (Bullendorf) und Dolní Oldřiš (Niederullersdorf), die zugleich auch Katastralbezirke bilden.